# Jessy Lanza
Jessy Lanza (née le 3 septembre 1985) est une chanteuse et musicienne de musique électronique canadienne originaire de Hamilton (Ontario). Elle a été reconnue comme l'une des découvertes de l'année 2013 par XLR8R. 
Ayant appris le piano et le jazz,, Lanza affirme que son écriture a été influencée notamment par Missy Elliot et Timbaland.
Son album Pull My Hair Back a reçu un très bon accueil des critiques. Il a été qualifié du « plus récent et possiblement le plus grand du genre » par The Guardian. Il s'est hissé au quatrième rang du Top 20 du Resident Advisor.